# Верона (провинция)
Верона (на италиански: Provincia di Verona) е провинция в Италия, в региона Венето.
Площта ѝ е 3121 км², а населението — около 915 000 души (2010). Провинцията включва 98 общини, административен център е град Верона.

## Административно деление
Провинцията се състои от 98 общини:
- Верона
- Албаредо д'Адидже
- Анджари
- Арколе
- Афи
- Бадия Калавена
- Бардолино
- Бевилакуа
- Белфиоре
- Боволоне
- Бонавиго
- Боски Сант'Ана
- Боско Киезануова
- Брентино Белуно
- Бренцоне сул Гарда
- Бусоленго
- Бутапиетра
- Валеджо сул Минчо
- Вело Веронезе
- Веронела
- Вестенанова
- Вигазио
- Вила Бартоломеа
- Вилафранка ди Верона
- Гарда
- Гадзо Веронезе
- Гредзана
- Дзевио
- Дзимела
- Долче
- Ербе
- Ербецо
- Изола Рица
- Изола дела Скала
- Илази
- Кавайон Веронезе
- Казалеоне
- Калдиеро
- Каприно Веронезе
- Кастаняро
- Кастел д'Ацано
- Кастелнуово дел Гарда
- Кацано ди Траминя
- Колоньола ай Коли
- Колоня Венета
- Конкамаризе
- Костермано
- Лаваньо
- Ладзизе
- Леняго
- Малчезине
- Марано ди Валполичела
- Медзане ди Сото
- Минербе
- Модзекане
- Монтекия ди Крозара
- Монтефорте д'Алпоне
- Неграр
- Ногара
- Ногароле Рока
- Опеано
- Палу
- Пастренго
- Пескантина
- Пескиера дел Гарда
- Повеляно Веронезе
- Пресана
- Риволи Веронезе
- Ронка
- Ронко ал'Адидже
- Ровере Веронезе
- Ровередо ди Гуа
- Роверкиара
- Салицоле
- Сан Бонифачо
- Сан Джовани Иларионе
- Сан Джовани Лупатото
- Сан Дзено ди Монтаня
- Сан Мартино Буон Алберго
- Сан Мауро ди Салине
- Сан Пиетро ди Морубио
- Сан Пиетро ин Кариано
- Сангуинето
- Сант'Амброджо ди Валполичела
- Сант'Ана д'Алфаедо
- Селва ди Проньо
- Соаве
- Сомакампаня
- Сона
- Сорга
- Терацо
- Тори дел Бенако
- Тревенцуоло
- Треняго
- Ферара ди Монте Балдо
- Фумане
- Череа
- Черо Веронезе